# Franz Dampfhofer
Franz Dampfhofer (* 28. Juni 1946 in Voitsberg) ist ein österreichischer Maler und Zeichner. Er lebt in Wien und in Köflach.

## Leben
Franz Dampfhofer wurde am 28. Juni 1946 in Voitsberg geboren und ist in Köflach aufgewachsen, wo er auch die Volks- und Hauptschule besuchte. Nach einer zweijährigen Glasmalerlehre in der Glasfabrik Köflach wechselte er 1962 an die Meisterklasse der Kunstgewerbeschule Graz zu Rudolf Szyszkowitz, die er bis 1966 besuchte. Von 1968 bis 1972 studierte Franz Dampfhofer an der Akademie der Bildenden Künste Wien bei Rudolf Hausner. Seit damals lebt Franz Dampfhofer als freischaffender Künstler in Wien und in Köflach. Franz Dampfhofer ist Obmann des Vereins „Provinz – Aktion Weststeiermark“.

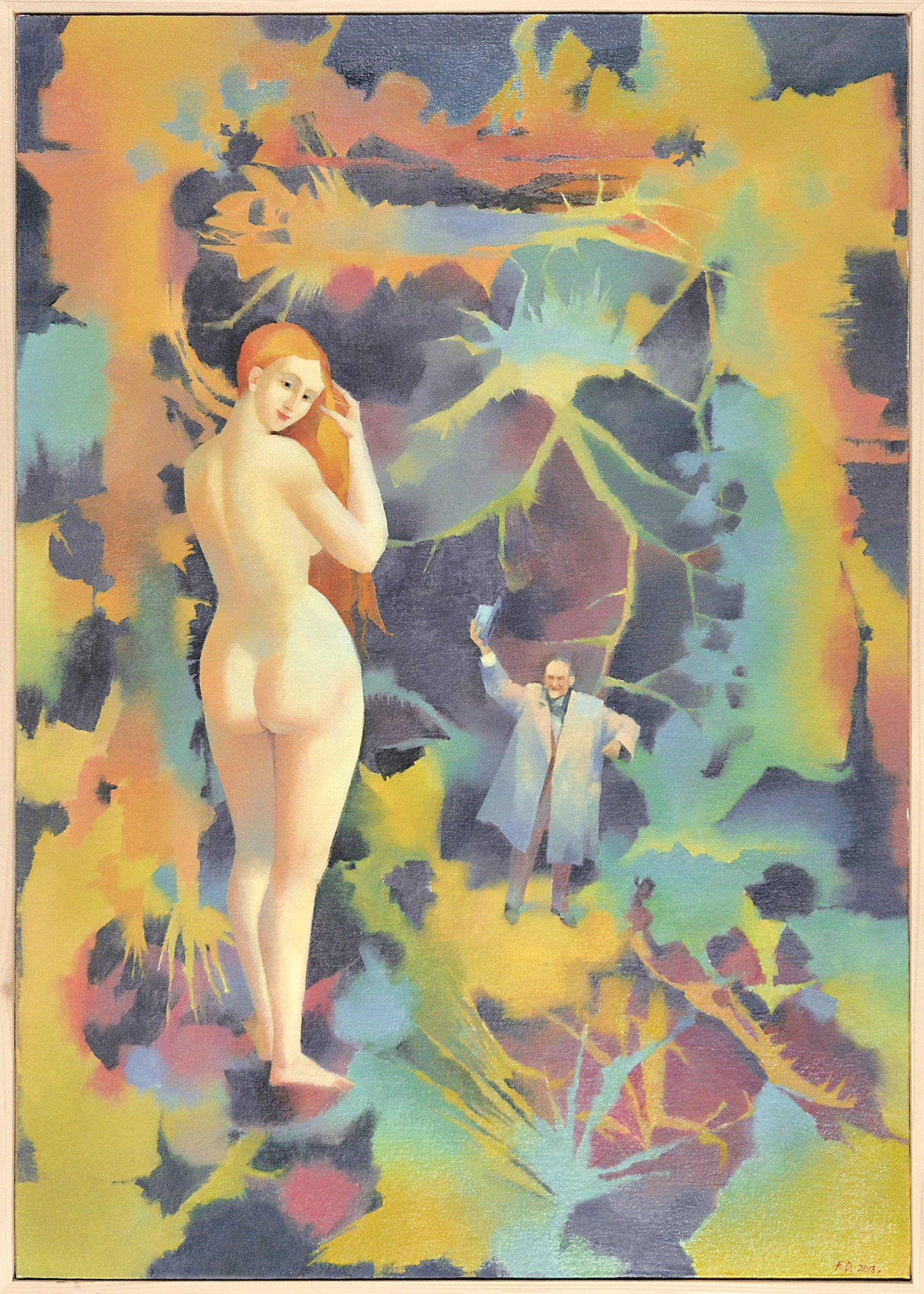
Habe die Ehre, Herr D. (2013)

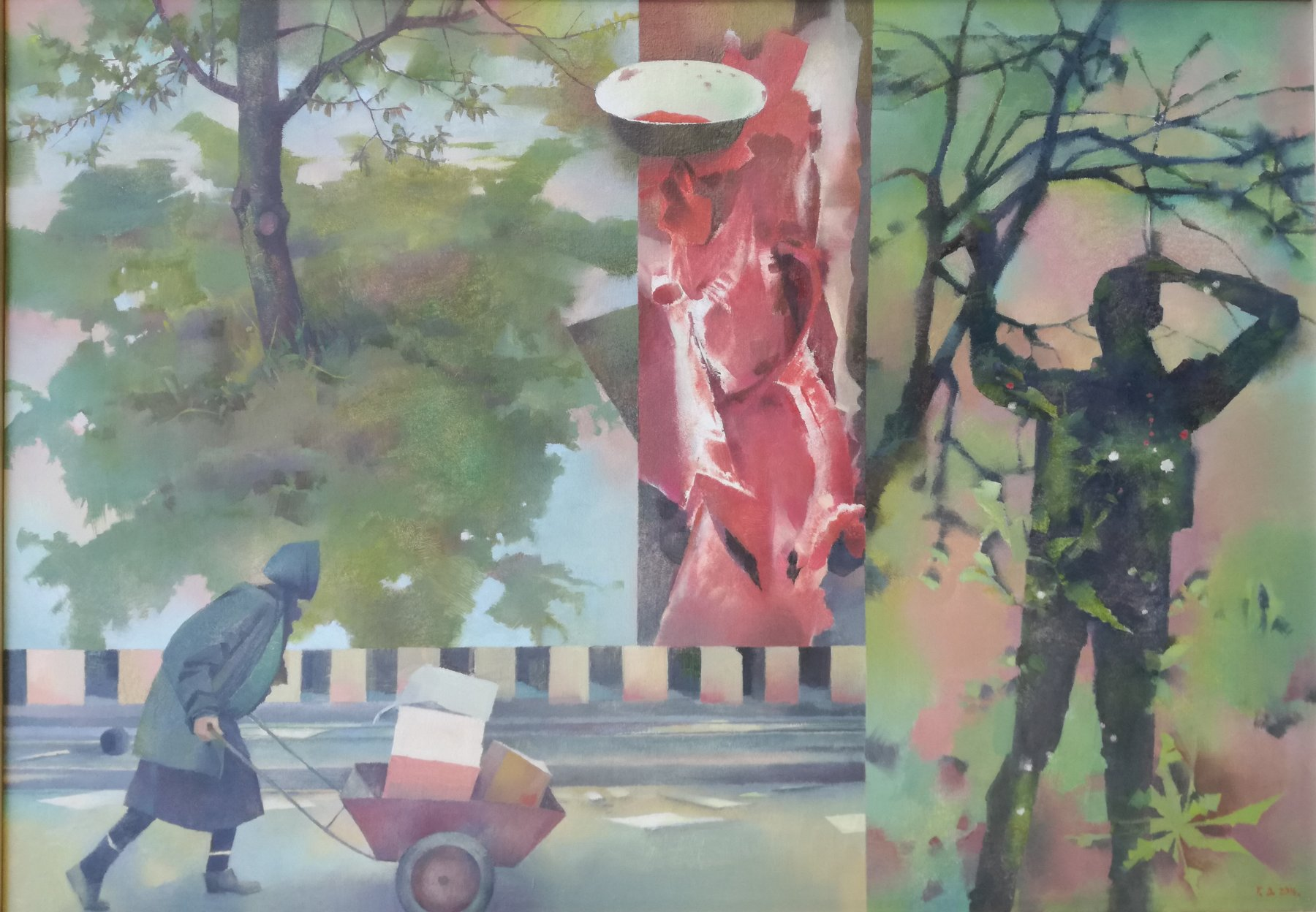
Simultan (2016)

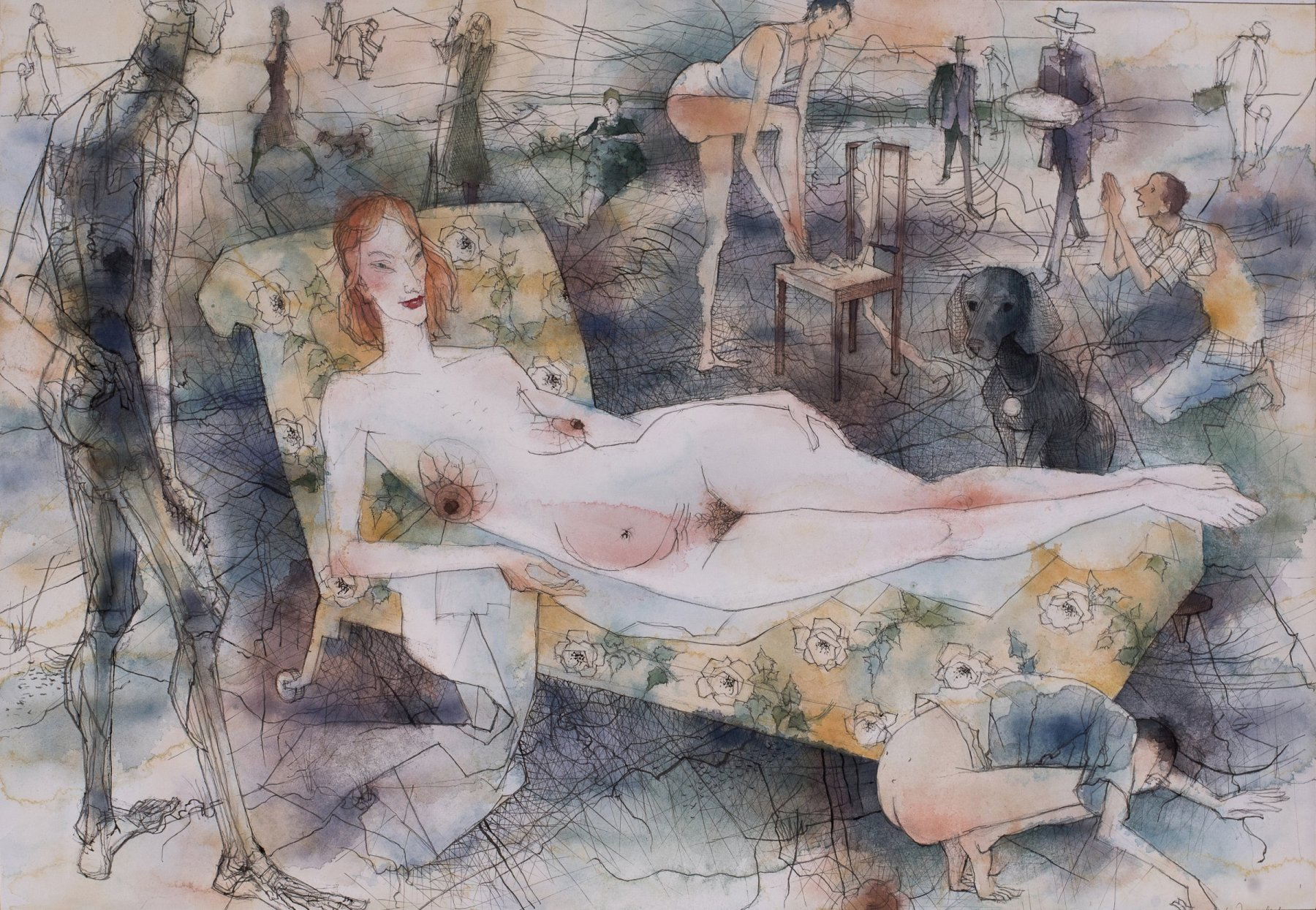
Wer bist du? (2018)

## Werkzyklen
- In Tempera, Feder – Aquarell, Ölmalerei, Collage
- Ab 1967 Verwandlung einer Topografie
- Ab 1972 Persönliche Archäologie
- Ab 1973 Magische Reisen
- Ab 1975 Zerstörung eines Hauses
- Ab 1990 Tregistwald
- Ab 1997 Wandern, Voraus und Zurück
- Ab 2001 Finsternis, Grünkraft, lebendiges Licht
- Ab 2002 Terrain und Wesen,  amorphe Abstraktion
- Ab 2012 In den Halden
- Ab 2013 Amorph-Figurativ
- Ab 2014 Änigma
- Ab 2016 Simultan
- 2018 Biographie, Bilder aus einem selbsterzählten Leben

Werke befinden sich in: Albertina Wien, Neue Galerie Graz, Bundesministerium für Unterricht und Kunst Wien, Styria Verlagsanstalt Graz (Kleine Zeitung), ORF Steiermark, Technoglas Voitsberg, Artothek Wien, Feuerwehrmuseum Groß St. Florian, Firma Roth Saubermacher, Feldkirchen, Styrian Art Foundation, die Stadtgemeinden: Köflach, Voitsberg, Bärnbach, Wien, zahlreiche private Kunstsammler, etliche Fernsehfilme: ORF Wien, ORF Steiermark

## Ausstellungen
- Kulturzentrum bei den Minoriten
- Landesmuseum Joanneum
- Künstlerhaus Wien
- Interart Salzburg
- Steirischer Herbst, Pischelsdorf
- Palazzo della Ragione, Verona
- Rathaus Giengen an der Brenz, BRD
- Kunsthaus Köflach
- ORF-Landesstudio Steiermark
- Steirisches Feuerwehrmuseum in Groß Sankt Florian
- Weberhaus Weiz
- Steiermarkhof, Graz
- Kunsthaus Weiz
- Schloss St. Martin (Graz)[2]

## Auszeichnungen
- Meisterschulpreis der Akademie der bildenden Künste Wien,
- Füger Medaille
- Ehrenzeichen in Gold der Stadt Voitsberg
- Franz Dampfhofer Straße  in Voitsberg[3]
- 2023: Ehrenzeichen des Landes Steiermark für Wissenschaft, Forschung und Kunst[4]

## Veröffentlichungen
In Kulturzeitschriften, Katalogen, Kalender und Grafikmappen.